# Єврейське кладовище (Хотин)
Єврейський цвинтар —  кіркут (цвинтар) у Хотині.

## Історія
Місто Хотин розташоване у Чернівецькій області України. Згідно Енциклопедії України, протягом другої половини ХІХ і першої половини ХХ століть, більшість населення міста становили євреї і росіян. Це створило культурну однорідність, яка змогла пройти крізь різні періоди окупації Хотина (Бессарабія у кінці 1800-х, Австрія протягом 1910-х, Радянська армія у червні 1940, Румунія у 1941 і СРСР у 1944). У 1930 році місто складалося на 38% з Євреїв і приблизно такої ж кількості українців та росіян. Однак, після Другої світової війни відсотковий склад єврейського населення впав до позначки у 8%. Теперішня кількість єврейського населення Хотина порівняно мала; жителі оцінюють громаду у 10 чоловік, а Комісія США з охорони американської спадщини за кордоном оцінює кількість населення у 11-100.

## Цвинтар
Організація уряду США — "Комісія США з охорони американської спадщини за кордоном," згадувана вище, забезпечує відмінні посилання для єврейських кладовищ України. Міжнародний проект єврейське кладовище цитує це джерело задля його інформації. Документ включає наступну інформацію про Хотин: 
KHOTIN:US Commission No. UA25060101
The last known Hasidic burial was 1990. No other towns or villages used this unlandmarked cemetery. The isolated suburban flat land has no sign or marker. Reached by turning directly off a public road, access is open to all. A broken masonry wall with no gate surrounds site. 501 to 5000 stones, most in original location with less than 25% of surviving stones toppled or broken, date from 19th to 20th century. Location of any removed tombstones is unknown. Some tombstones have traces of painting on their surfaces, portraits on stones, and/or metal fences around graves. The cemetery contains no known mass graves. The municipality owns the site used for Jewish cemetery only. Adjacent properties are agricultural. The cemetery boundaries are unchanged since 1939. Rarely, Jews or non-Jews visit. The cemetery was not vandalized in the last ten years. Local/municipal authorities cleared vegetation. Now, occasionally, individuals clean or clear. Within the limits of the cemetery are no structures. Vegetation overgrowth is a constant problem, disturbing graves. Water drainage at the cemetery is a seasonal problem. Serious threat: vegetation. Moderate threat: uncontrolled access, weather erosion and pollution. Slight threat: vandalism, and existing nearby development and proposed nearby development. 
До кладовища можна легко дістатися на таксі від автовокзалу. У доповіді говориться, що кладовище не містить ніяких масових поховань; насправді, це місце включає у себе монумент загиблим громадянам єврейського походження, що були вбиті під час окупації 1941 року. 

## Рекомендована література
- Weiner, Meriam. Jewish Roots in Ukraine and Moldova: Pages from the Past and Archival Inventories.
- Mokotoff, Gary, and Sallyann Amdur Sack.Where Once We Walked: A Guide to the Jewish Communities Destroyed in the Holocaust. New Jersey: Avotaynu, 1991.
- Goberman, David. Carved Memories: Heritage in Stone from the Russian Jewish Pale. New York.